# Пименов, Сергей Юрьевич
Сергей Юрьевич Пименов (род. 27 ноября 1961, Верхняя Пышма, Свердловская область, РСФСР, СССР) — российский хоровой дирижёр, преподаватель и художественный руководитель Свердловского мужского хорового колледжа, вице-президент Региональной общественной организации «Ассоциация участников детских и юношеских хоров», инициатор учреждения и художественный руководитель Международного фестиваля российской культуры на Мальте..

## Ранние годы
Сергей Пименов родился 27 ноября 1961 года в городе Верхняя Пышма Свердловской области. В 1981 году окончил дирижёрско-хоровое отделение музыкального училища г. Чайковского. В 1986 году окончил окончил Уральскую Государственную консерваторию им. М. П. Мусоргского по специальности «Хоровое дирижирование». В 1982—1991 годах работал в Свердловской государственной Детской филармонии, пройдя путь от начинающего до главного хормейстера.

## Во главе Свердловского мужского хорового колледжа
В 1991 году в Екатеринбурге был создан хоровой коллектив — Хор мальчиков и юношей при Уральской Государственной консерватории. В 1992 году на базе этого хора основан Мужской хоровой лицей.  Лицей принадлежал администрации Екатеринбурга. «Создателем» хорового лицея был Евгений Гиммельфарб, который в 1996 году был назначен его директором. Однако по состоянию здоровья Гиммельфарб не смог руководить им. Сергей Пименов стал художественным руководителем и директором лицея, а также главным дирижёром Концертного хора мальчиков и юношей в нём. Преподавание шло по авторской методике Сергея Пименова, носящей название «Фонетического метода вокального воспитания детей».
В 2006 году Мужской хоровой лицей был переименован в Свердловский мужской хоровой колледж и его учредителем стало Министерство культуры Свердловской области. Это произошло из-за реформы местного самоуправления, согласно которой в собственности муниципальных образований не могли находиться учреждения среднего профессионального образования. Администрация Екатеринбурга попробовала обойти реформу, чтобы оставить лицей в своей собственности. Сначала хоровой лицей попытались преобразовать в общеобразовательную школу с музыкальным уклоном. Однако это не удалось — против была администрация хорового лицея. После этого вышло решение администрации Екатеринбурга, согласно которому Мужской хоровой лицей объединялся с Музыкальным лицеем в академию (вузы муниципалитет мог иметь в своей собственности). Однако это решение было отменено Арбитражным судом Свердловской области, который признал правомерным переход мужского хорового лицея в областную собственность. В ходе этого конфликта в 2006 году был уволен с должности директора мужского хорового лицея Сергей Пименов. Однако его восстановили, когда лицей стал областной собственностью.
В 2010 году Сергей Пименов был снят с поста директора за неисполнение распоряжений Министерства культуры Свердловской области по устранению нарушений, выявленных в ходе проверки. Новым директором стала Маргарита Тлисова. После протестов родителей учащихся, было решено, что Тлисова станет директором, а Пименов будет художественным руководителем.
В 2015 году Пименов был снят с поста художественного руководителя колледжа. В ответ несколько десятков родителей в марте 2017 года вошли в здание колледжа и потребовали у нового директора, Вячеслава Кульмаметьева, объяснений. Были вызваны и прибыли на место вооруженные полицейские. Кульмаметьев пробыл на посту директора около полугода. За это время в колледже министр культуры Свердловской области проводил встречи с недовольными. Против Пименова в Министерство культуры Свердловской области стали направлять письма, в которых его обвиняли в том, что он ранее унижал детей, которые в итоге отказывались заниматься музыкой и петь. На Пименова шли жалобы. В июле 2015 года новым директором был назначен Алексей Викторович Войня. Пименов же стал его заместителем.

## Творчество

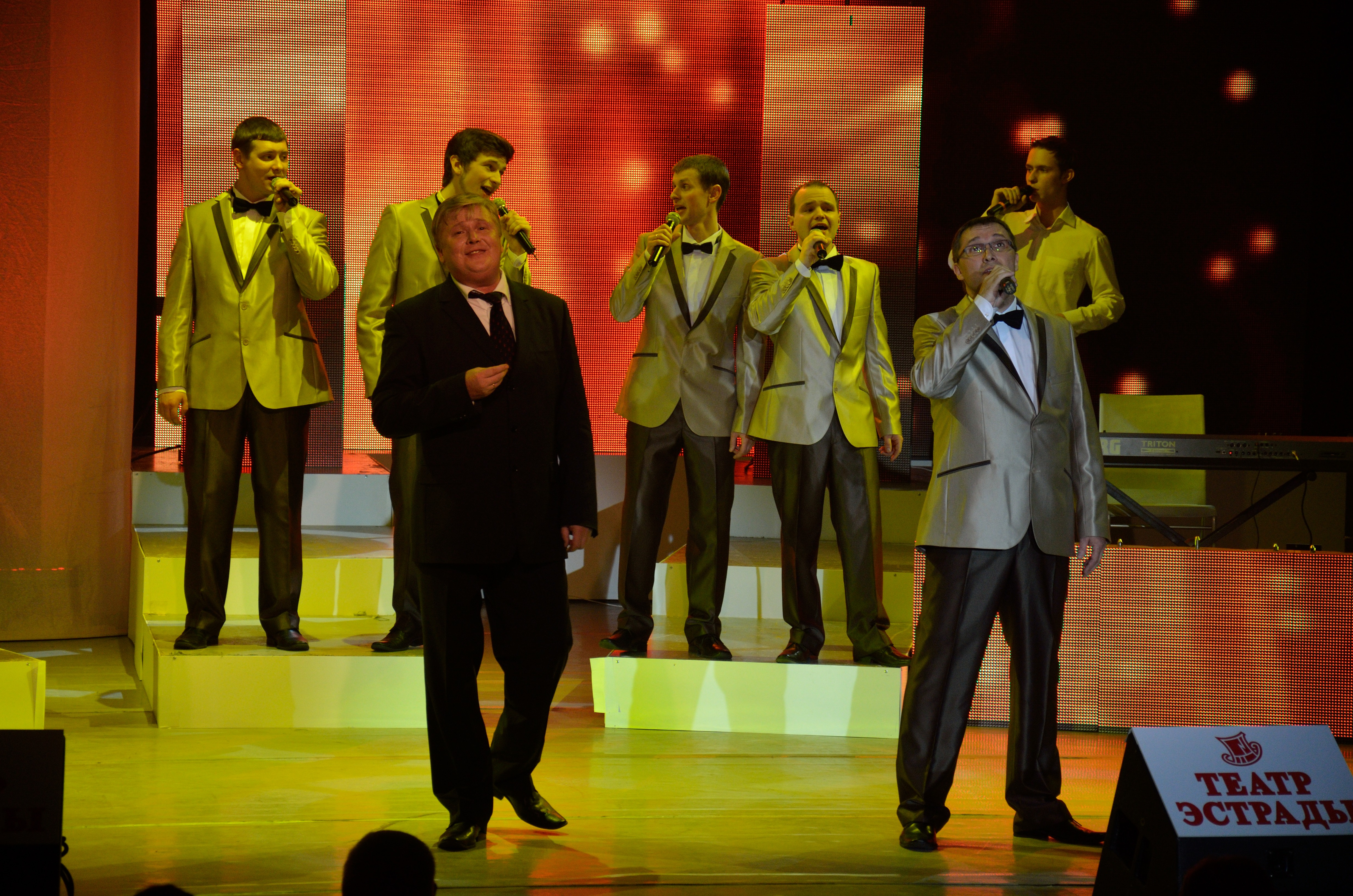
Выступление хорового коллектива «Русские Певчие» в Свердловском государственном театре эстрады. 2012 год.

- 1999 год — создаётся Региональная Общественная Организация «Ассоциация участников детских и юношеских хоров», объединившая более 150 хоровых коллективов. Сергей Пименов является вице-президентом ассоциации;
- 2005 год — в Екатеринбурге под руководством Сергея Пименова проводится первый, ставший теперь уже традиционным, Международный хоровой фестиваль «Рождество в России»;
- 2007 год — по инициативе Сергея Пименова в честь празднования 40-летия дипломатических отношений между Россией и Мальтой был учрежден Международный фестиваль российской культуры на Мальте. Сергей Пименов является художественным руководителем фестиваля.

## Концертный хор мальчиков и юношей
Созданный при Уральской Государственной консерватории в 1991 году Хор мальчиков и юношей сегодня носит название Концертный хор мальчиков и юношей Государственного бюджетного образовательного учреждения среднего профессионального образования Свердловской области «Свердловского Мужского хорового колледжа» или кратко — Концертный хор СМХК. За время своего существования под управлением Сергея Пименова хоровой коллектив достиг выдающихся результатов и был высоко отмечен на выступлениях в различных городах России и мира.
- 1993 год — Лауреат V Международной хоровой славянской ассамблеи «Дружба», Москва, I место;
- 1993 год — Концертное турне, г. Чикаго (США);
- 1994 год — Лауреат XXVI Всемирного конгресса хоров, Рим, Ватикан, Италия;
- 1995 год — Лауреат Международного хорового фестиваля, г. Тампере (Финляндия), I место, золотой диплом;
- 1995 год — Лауреат Международного хорового фестиваля, г. Арнем (Нидерланды) II и III место;
- 1995 год — Лауреат конкурса Европейского радио и телевидения, Дания;
- 1996 год — Лауреат IV Международного хорового конкурса, г. Рива де Гарда (Италия), I место, золотой диплом, специальный приз за лучшую хоровую аранжировку;
- 1996 год — Лауреат I Международного конкурса им. Ф. Мендельсона, г. Даутфеталь (Германия), II и III место, диплом за выдающиеся достижения в области хорового искусства;
- 1997 год — Лауреат Международного хорового фестиваля, г. Тампере (Финляндия), I место, золотой диплом;
- 1997 год — Лауреат Международного хорового фестиваля, г. Альба (Италия);
- 1999 год — XXI Национальный съезд дирижёров Америки, концертный тур, г. Чикаго;
- 1999 год — Лауреат Международного хорового конкурса им. Димитрова, г. Варна (Болгария), II и III место;
- 2000 год — Лауреат Международного фестиваля «Хоровая музыка на Урале», Екатеринбург;
- 2000 год — Лауреат VI Международного хорового фестиваля, г. Секешвехервар (Венгрия), I место, приз зрительских симпатий и специальный приз мэра города;
- 2001 год — Лауреат Международного фестиваля «Рождество в России», Екатеринбург, I место;
- 2001 год — Лауреат Международного хорового фестиваля, г. Веспрем (Венгрия);
- 2002 год — Лауреат Всероссийского фестиваля творчества работающей молодёжи «Юность», Екатеринбург;
- 2002 год — Лауреат молодёжного хорового фестиваля «Если б парни всей земли», Екатеринбург;
- 2002 год — Певческий праздник г. Таллинн (Эстония);
- 2002 год — Концертный тур по городам Испании;
- 2003 год — Лауреат II Международного хорового фестиваля детских и молодёжных хоров «Рождество в России», Екатеринбург, I место;
- 2003 год — Международный летний хоровой лагерь г. Одесса (п. Коблево);
- 2003 год — XIX Международный фестиваль детских и молодёжных хоров г. Пардубице, Чехия;
- 2003 год — Фестиваль духовной музыки г. Пыть-Ях;
- 2004 год — Фестиваль музыки И. С. Баха, г. Кокшетау, Казахстан, (представлена программа Дж. Перголези «Stabat Mater»), г. Оренбург;
- 2004 год — Фестиваль «Дни музыки для детей и юношества» (представлены программы Дж. Перголези «Stabat Mater» и «Шедевры хорового искусства»)
- 2005 год — Дипломант 53 Международного конкурса полифонической музыки, г. Ареццо (Италия);
- 2006 год — Концерт в Оренбургской филармонии с участием филармонического оркестра и хора «Новые имена». «Реквием» В. Моцарта. г. Оренбург;
- 2007 год — Первый Международный фестиваль российской культуры на Мальте. г. Буджибба;
- 2007 год — I Всероссийский фестиваль хоров мальчиков. Москва;
- 2008 год — Пятый международный фестиваль духовной хоровой музыки. г. Роттенбург (Германия);
- 2008 год — Третий международный фестиваль российской культуры на Мальте. г. Буджибба;
- 2009 год — Четвёртый международный фестиваль-конкурс Мужских голосов в Корнуолле (Англия) III место;
- 2010 год — Второй международный хоровой фестиваль в Авейроне (Франция);
- 2011 год — Международный хоровой конкурс-фестиваль в Веспреме (Венгрия) I место;
- 2011 год — VI Международный фестиваль российской культуры на Мальте «Мальтийская лира», Буджибба (Мальта);

## Концертный мужской хор «Русские Певчие»
В 2002 г. на базе выпускников лицея Сергеем Пименовым был создан мужской хор «Русские Певчие», который в настоящее время является лауреатом многих конкурсов и фестивалей как в России, так и за рубежом. По словам руководителя, «Русские Певчие» — это уникальный по своему звучанию коллектив, состоящий из прекрасных солистов, умеющих работать в команде.
- 2000 год — Лауреат Международного конкурса винной песни, г. Печь (Венгрия);
- 2001 год — Лауреат Международного хорового фестиваля, г. Арнем (Нидерланды), II место;
- 2001 год — Лауреат V Уральской хоровой ассамблеи, г. Челябинск;
- 2002 год — Фестиваль «Дни музыки для детей и юношества», г. Оренбург;
- 2003 год — Фестиваль духовной музыки г. Пыть-Ях;
- 2004 год — Фестиваль Symbiophonies 04 г. Жанблю (Бельгия);
- 2005 год — Дипломант 53 международного конкурса полифонической музыки, г. Арецо (Италия);
- 2007 год — Четвёртый молодёжный фестиваль российского искусства г. Канны (Франция);
- 2011 год — Международный хоровой конкурс-фестиваль в г. Веспреме (Венгрия) I место;

## Награды и звания
- 1998 год — Учитель года Свердловской области
- 1998 год — Лауреат премии Губернатора Свердловской области за выдающиеся достижения в области литературы и искусства за концертную программу «Монографический концерт П. Чеснокова»
- 2000 год — Заслуженный деятель искусств РФ
- 2001 год — Лауреат конкурса памяти Дэфни Хэйр
- 2002 год — Медаль МВД России «200 лет МВД России»
- 2005 год — «Руководитель года» по рейтингу газеты «Музыкальное обозрение»
- 2010 год — Лауреат премии Губернатора Свердловской области за выдающиеся достижения в области литературы и искусства за создание концертной программы «Литургия святителя Иоанна Златоуста в прочтении русских композиторов».

## Дискография
- 1995 год — «Верую». Концертный хор мальчиков и юношей;
- 2002 год — Дж. Перголези «Stabat Mater». Концертный хор мальчиков и юношей;
- 2008 год — CD-открытка «С любовью». Мужской хор «Русские певчие»;
- 2008 год — CD-открытка «Духовные пасхальные песнопения». Концертный хор мальчиков и юношей;
- 2008 год — CD-открытка «Духовные пасхальные песнопения». Мужской хор «Русские певчие»;
- 2010 год — «Лучшее для вас». Мужской хор «Русские певчие».